# Aspmyra Stadion
Aspmyra Stadion – stadion piłkarski w mieście Bodø, w Norwegii. 

## Historia
Stadion został zbudowany w latach 1965–1966. Ma pojemność 8 800 miejsc. Jest siedzibą klubu FK Bodø/Glimt. Stadion został przebudowany w 2001 i obecnie spełnia wszystkie wymogi UEFA do rozgrywania meczów międzynarodowych w Europejskich Pucharach. Jest także używany jako miejsce rozgrywania meczów reprezentacji Norwegii.
Rekordy widowni:
- przed przebudową: 12 189 w meczu FK Bodø/Glimt : Viking FK w Pucharze Norwegii, 1975[1]
- po przebudowie: 8 800 w meczu międzynarodowym Norwegia - Islandia, 2002